# حرارة نوعية

الحرارة النوعيّة هي كميّة الحرارة اللازمة لرفع درجة حرارة 1 كيلوغرام من المادة درجةً مئويةً واحدة. ووحداتها في النظام الدولي هي (جول/كيلوجرام/كلفن)
وحدة قياسها هي: جول / (كجم. ْم) أو جول / (كجم. كلفن)
كما يمكن التعبير عن هذه الخاصية بوحدات أصغر وفق الاشتقاق.

## أمثلة
يبين الجدول أدناه الحرارة النوعية لبعض المواد:
| المادة      | جول /(كجم. درجة مئوية واحدة) |
| ----------- | ---------------------------- |
| الماء       | 4180                         |
| زيت الزيتون | 1971                         |
| ألمنيوم     | 895                          |
| زجاج عادي   | 832                          |
| نحاس        | 389                          |
| فضة         | 234                          |
| الزئبق      | 139                          |
| الذهب       | 125                          |

وسبب اختلاف الحرارة النوعية  من مادة إلى أخرى يعود إلى مدى تراص وترابط ذرات المادة ومن ثم قدرتها على توصيل الحرارة. فعلى سبيل المثال: ذرات الحديد تكون متراصة بشكل نظام بلوري مكعب، وعند تسخينه تنتقل الحرارة بين أجزائه بسرعة وبسهولة وتزداد اهتزازات الذرات و
ترتفع درجة حرارته التي هي تعبير عن حركة اهتزازات الذرات فيه. أما في حالة الماء فإن جزيئات الماء ليست مترابطة بنفس الشدة حيث توجد في الحالة السائلة ولا هي متراصة بل تتحرك بحرية كبيرة لذلك يكون توصيل الحرارة فيما بينها أضعف وتحتاج إلى قدر أكبر من الحرارة.
فإذا أخذنا كتلتين متساويتين من الماء والزيت وقمنا بتسخين كل منهما لفترة متساوية بنفس اللهب فإننا نلاحظ بعد فترة أن درجة الحرارة الماء تكون أقل بكثير من درجة حرارة الزيت وهذا يعنى أن للماء سعة حرارية أكبر من السعة الحرارية للزيت. ولذلك نقول أن الحرارة النوعية للماء أكبر من الحرارة النوعية للزيت.
تزداد درجة حرارة الماء بمعدل نحو 4180 جول / كيلوجرام بالتسخين حتى تصل إلى 100 درجة مئوية، عندئذ تسود حرارة التبخير وهي كمية الحرارة بالجول التي يحتاجها 1 كيلوجرام من الماء ليتحول من الحالة السائلة إلى الحالة الغازية (بخار).

## تعريفات مرتبطة

### السعة الحرارية
السعة الحرارية هي مقدار الطاقة الحرارية اللازمة لرفع درجة حرارة الجسم كله درجة واحدة كلفينية لذلك هي ليست صفة مميزة للمادة لأنها تتغير بتغير كتلته ووحدتها (جول /كلفن)

### الحرارة الكامنة
هي كمية الحرارة اللازمة لتغيير حالة 1 كيلوجرام من المادة من حالة إلى أخرى دون تغيير في درجة الحرارة (مثل تحول الماء إلى بخار). فعند تحول المادة من الحالة الصلبة إلى الحالة السائلة لا بد وان تكتسب المادة كمية من الحرارة - وهي في هذه الحالة - حرارة الانصهار، وتصبح مخزونة (كامنة) في السائل.
وعند تحول المادة من الحالة السائلة إلى الحالة الصلبة تفقد المادة حرارة الانصهار وتصبح مادة صلبة. (مع العلم بأن المادة الصلبة هي الأخرى تحتوي على قدر من الحرارة الكامنة خاصة بها).
وفي حاله تحول المادة من الحالة السائلة إلى الحالة الغازية تسمى حرارة تبخر أو
الحرارة الكامنة للتصعيد.

## الحرارة النوعية للغازات
تعتمد الحرارة النوعية للغاز على ظروفه، ونفرق بين الحرارة النوعية للغاز عند ثبات ضغطه cp (تساوي الضغط Isobare) أو الحرارة النوعية للغاز عند ثبات حجمه cV (تساوي الحجم Isochore).
وينطبق بصفة عامة:
{\displaystyle \,c_{p}>c_{V}}
ويرجع سبب أن الحرارة النوعية للغاز عند ضغط ثابت أكبر من حرارته النوعية عند حجم ثابت أنه عند ثبات الحجم لا يزاول شغل أثناء رفع الحرارة، أي أن كمية الحرارة المكتسبة من المادة تعمل بكاملها على رفع درجة حرارته، بينما في حالة في حالة تثبيت ضغط الغاز فإن جزءا من الحرارة التي يكتسبها الغاز تؤدي إلى زيادة حجمه وبالتالي أداء شغل (الشغل يساوي p.dV)، والجزء الباقي من الحرارة المكتسبة تعمل على رفع درجة حرارة الغاز.
أما في حالتي المادة السائلة أو المادة الصلبة فلا يعني هذا الفرق شيئا حيث أن التمدد يكون طفيفا جدا بمقارنته بتمدد الغاز.
بالنسبة للغازات تنطبق العلاقة التقريبية:
{\displaystyle \,c_{p}=c_{V}+R_{\mathrm {s} }}.
حيث:
{\displaystyle R_{\mathrm {s} }} ثابت الغازات النوعي،
و {\displaystyle R_{\mathrm {s} }=R/M}
و R ثابت الغازات العام (R = 8.314472 جول · كلفن-1 · مول-1)
و M الكتلة المولية للغاز.
وينطبق أيضا التقريب للحرارة النوعية عند ثبات الحجم:
{\displaystyle c_{V}=f\cdot {\frac {R_{\mathrm {s} }}{2}}}
حيث:
{\displaystyle f\geq 3} عدد درجات حرية جزيئ الغاز (تعتمد هل جسيمات الغاز ذرات منفردة أم غاز ثنائي الذرات أم يتكون جزيئ الغاز من ثلاثة ذرات، وغيرها).
وتتكون طاقة الجزيئ من ثلاثة درجات حرية خاصة بطاقة الحركة: (حركة في الاتجاه س، وحركة في اتجاه ص، وحركة في اتجاه المحور ع)، ويضاف إليها «طاقة دورانية» بعدد من درجات الحرية بين الصفر و 3 وهي تختص بطاقة دوران الجزيئ حول نفسه (وتكون صفرا إذا كان الجزيئ أحادي الذرة)، ويضاف غليهما أيضا «طاقة اهتزاز» لعدد من درجات الحرية بين الصفر و
n من درجات حرية اهتزاز مكونات الجزيئ.
يمكن حساب {\displaystyle \,c_{p}} من
{\displaystyle \,R_{\mathrm {s} }} ومعامل ثبات الإنتروبية (كابا {\displaystyle \kappa }):
{\displaystyle \,c_{p}={\frac {\kappa }{(\kappa -1)}}\cdot R_{\mathrm {s} }}
ونستنتج تلك العلاقة من المعادلات المذكورة مع وضع:
{\displaystyle \kappa ={\frac {f+2}{f}}}.

## الحرارة النوعية لغاز مثالي
طبقا للنظرية الحركة الحرارية للغازات تبلغ الطاقة الداخلية لغاز مثالي ذو ذرات منفردة
(3/2)RT
. وهي تزيد للغاز الذي تتكون جزيئاته من عدة ذرات، فعلى سبيل المثال فهي تبلغ
(5/2)RT غاز جزياته ثنائية الذرات (مثل الأكسجين، والنيتروجين والهيدروجين)، ولا يمكن حسابها عندما تكون جزيئات الغاز أكثر تعقيدا من ثلاثة ذرات للجزيئ.
الحرارة النوعية عند ضغط ثابت:
- {\displaystyle C_{V}={\frac {3R}{2M}}} للغازمثالي ذو ذرات منفردة ;
- {\displaystyle C_{V}={\frac {5R}{2M}}} لغاز مثالي تتكون جزيئاته من ذرتين، عندما تكون درجة حرارته {\displaystyle T_{\textrm {\,}}} بين درجة حرارة الدوران ودرجة حرارة الاهتزاز {\displaystyle T_{\textrm {rotation}}<T<T_{\textrm {vibration}}\,}.

(درجة حرارة دوران الجزيئ حول نفسه تكون عادة أقل من درجة الحرارة التي عندها تبدأ ذرات الجزيئ في الاهتزاز فيما بينها).
وفي الواقع عندما تكون
{\displaystyle T<T_{\textrm {rotation}}\,}
نحصل على
{\displaystyle C_{V}={\frac {3R}{2M}}}
(وهو الجزء الخاص لغاز ذو ذرات منفردة)
وعندما ترتفع درجة حرارة الغاز وتصل إلى
{\displaystyle T>T_{\textrm {vibration}}\,}
تصبح الحرارة النوعية لغاز ذو جزيئات ثنائية الذرات: {\displaystyle C_{V}={\frac {7R}{2M}}} .
ويمكن استنتاج الحرارة النوعية عند ضغط ثابت من الحرارة النوعية عند حجم ثابت، حيث تنطبق معادلة الغاز المثالي:
{\displaystyle pv={\frac {RT}{M}}}, وبالتالي: {\displaystyle {\frac {\partial (pv)}{\partial T}}={\frac {R}{M}}}
حيث:
p الضغط،
v حجم 1 مول،
R ثابت الغازات العام 
M الكتلة المولية للغاز تحت الاعتبار.
والفرق بينهما لا يعتمد على درجة الحرارة:
{\displaystyle C_{p}-C_{V}=\left({\frac {\partial (u+pv)}{\partial T}}\right)_{p}-\left({\frac {\partial u}{\partial T}}\right)_{V}={\frac {R}{M}}}
حيث u تعتمد فقط على درجة الحرارة.
في نفس الوقت تعتبر النسبة بين الحرارة النوعية عند ضغط ثابت والحرارة النوعية عند حجم ثابت من العوامل الهامة في نظام حركة حرارية (نظام ترموديناميكي)، ويسمى بالمعامل جاما γ:
{\displaystyle \gamma ={\frac {C_{p}}{C_{V}}}}
وتعتمد قيمة المعامل جاما على طبيعة الغاز، وفي حالة الغاز المثالي تكون القيمة النظرية ل γ:
- γ = 5/3= 1,67 للغاز أحادي الذرات ;
- γ = 7/5= 1,4 لغاز ثنائي الذرات.

الحرارة النوعية لغاز عند ثبات الحجم  وتحت 1 ضغط جوي (لغازات معروفة)
| الغاز              | كتلة مولية (kg/mol) | درجة الحرارة (°C) | Cv الحرارة النوعية (J/(kg.K | {\displaystyle {\frac {1}{(\gamma -1)}}} |
| الهواء             | 29×10−3             | 0-100             | 710                         | 2,48                                     |
| الأرجون            | 39,948×10−3         | 15                | 320                         | 1,54                                     |
| النيتروجين         | 28,013×10−3         | 0-200             | 730                         | 2,46                                     |
| ثاني أكسيد الكربون | 44,01×10−3          | 20                | 650                         | 3,44                                     |
| الهيليوم           | 4,003×10−3          | 18                | 3160                        | 1,52                                     |
| الهيدروجين         | 2,016×10−3          | 16                | 10140                       | 2,46                                     |
| الأكسجين           | 31,999×10−3         | 13-207            | 650                         | 2,50                                     |
| بخار الماء         | 18,015×10−3         | 100               | 1410                        | 3,06                                     |

مع ملاحظة أن الهيليوم والأرجون غازين نادرين، كل منهما أحادي الذرة. والأكسجين والنيتروجين أمثلة لغازات ثنائية الذرات، وثاني أكسيد الكربون وبخار الماء أمثلة لجزيئات ثلاثية الذرات.

## قائمة الحرارة النوعية لبعض المواد الصلبة العملية
| المادة (صلبة) | الحرارة النوعية J·kg−1·K-1 |
| ------------- | -------------------------- |
| أسفلت         | 920                        |
| طوب بناء      | 840                        |
| الخرسانة      | 880                        |
| الجرافيت      | 790                        |
| الجبس         | 1090                       |
| المرمر        | 880                        |
| الرمل         | 835                        |
| الزجاج        | 720                        |
| الخشب         | ≈ 1200-2700 ·              |